# Casbas de Huesca
Casbas de Huesca (aragónul Casbas de Uesca vagy Casbas d'as Monchas) település Spanyolországban, Huesca tartományban. Casbas de Huesca Abiego, Angüés, Ibieca, Loporzano, Nueno és Bierge községekkel határos. Lakosainak száma 292 fő (2024).

## Népesség
A település népessége az utóbbi években az alábbiak szerint változott:
| Lakosok száma | 298  | 296  | 293  | 304  | 303  | 295  | 293  | 270  | 290  | 292  |
|               | 2001 | 2004 | 2006 | 2009 | 2011 | 2014 | 2016 | 2019 | 2021 | 2024 |